# Дотком
«Дотком» (англ. dotcom, dot-com, dot.com) — компанія, чия бізнес-модель цілком ґрунтується на роботі в рамках мережі Інтернет. Бурхливий розвиток таких компаній розпочався наприкінці 1990-х років. Назва походить від англійського dot-com («крапка-com») — домену верхнього рівня .com, у якому зареєстровані переважно комерційні організації.
Після краху «доткомів», викликаного непродуманістю та неефективністю їхніх бізнес-моделей, слово «дотком» стало вживатися в зневажливому сенсі як позначення будь-якої незрілої, непродуманої або неефективної концепції бізнесу.

## Виникнення
Бурхливий розвиток «доткомів» був пов'язаний з підвищеною увагою суспільства до нових можливостей, що надаються всесвітньою мережею. Для періоду розквіту «доткомів» також дуже характерною була низька вартість залучення позикового й інвестиційного капіталу для будь-яких проєктів, пов'язаних з інтернетом. Не в останню чергу саме це й спричинило виникнення величезної кількості фірм, які, використовуючи «Інтернет» як магічне заклинання, легко отримували значні інвестиції не тільки від венчурних фондів, а й від традиційніших фінансових інститутів.

NASDAQ-100. Індекс 1985—2015 років

## Крах мережевих компаній
Закінчився бум доткомів в березні 2000 року обвальним падінням індексу NASDAQ і банкрутством сотень компаній, породжених інфоекономікою Кремнієвої долини. Крах доткомів викликав масштабний відтік фінансових коштів з інтернет-сектора економіки і втрату довіри до цього типу бізнесу.

## Відродження мережевого бізнесу
З 2004 року інтернет-проєкти знову починають набирати силу, але вже як більш зважені й продумані. Чималу позитивну роль у цьому відіграла наявність ряду сформованих бізнес-майданчиків і технологій, які продовжували ефективно працювати попри загальний спад індустрії, а також досить вражаюче IPO компанії Google, що продемонструвала на той час капіталізацію компанії на рівні 27 мільярдів доларів.

## Позитивні наслідки «епохи доткомів»
Попри вражаючий крах, «епоха доткомів» мала і свої позитивні наслідки.

### Залучення великої кількості людей до Інтернету
Інтернет став по-справжньому масовим соціальним явищем.

### Розвиток інфраструктури
Під час цього періоду в багатьох країнах (особливо в США) інтернет-провайдерами в короткий час було прокладено тисячі кілометрів комунікацій, що дали доступ до Інтернету навіть у віддалених місцевостях.

### Переосмислення методів ведення бізнесу в Інтернеті
Крах «епохи доткомів» подіяв на інтернет-індустрію як холодний душ. Бізнесмени зрозуміли, що ведення бізнесу в Інтернеті дуже відрізняється від традиційних форм бізнесу. Розпочався активний пошук ефективніших способів інтернет-реклами та ін.

### «Природний відбір»
Із величезної кількості фірм-доткомів після 2001 року залишилися лише одиниці. Це фірми, які згодом стали ключовими, системоутворюючими в інтернет-індустрії.

## Список популярних «доткомів»
- Amazon.com
- AOL
- EBay
- Google
- MSN
- Yahoo!